# Auchmeromyia
Genre
Auchmeromyia est un genre de Diptères de la famille des Calliphoridae. Ses larves sont des hématophages parasites externes de Mammifères. 

## Description
Au stade imago, ce genre présente un corps de mouche de taille moyenne (7 à 12 mm), principalement jaune-brun, un propleuron nu, une squame thoracique, une crête suprasquamale, une convexité supraspiculaire et des cerques totalement fusionnés. 
Les larves sont des ectoparasites suceurs de sang temporaires de mammifères fouisseurs tels que les phacochères (Phacochoerus aethiopicus) et les fourmiliers (Orycteropus afer) ayant généralement la peau nue, mais peuvent se nourrir sur des hôtes plus velus tels que les hyènes.
Auchemeromya senegalensis, nommée aussi « ver-de-case » parasite l'homme, sans qu'il soit son unique hôte.

## Liste des espèces
Selon GBIF (25 janvier 2025) :
- Auchmeromyia bequaerti (Roubaud, 1913)
- Auchmeromyia boueti (Roubaud, 1911)
- Auchmeromyia choerophaga (Roubaud, 1911)
- Auchmeromyia reidi Zumpt, 1959
- Auchmeromyia senegalensis (Macquart, 1851)

## Systématique
Le nom valide complet (avec auteur) de ce taxon est Auchmeromyia Brauer & Bergenstamm (d), 1891.
Auchmeromyia a pour synonyme :
- Anchmeromyia Bezzi, 1907